# Țiriac Holdings
Țiriac Holdings este o companie din România deținută în mare parte de omul de afaceri Ion Țiriac.
Holdingul deține mai multe divizii, printre care Țiriac Imobiliare, Țiriac Leasing, Țiriac Auto, Țiriac Air.
Pe lângă cele patru divizii, grupul mai cuprinde firma de pază și protecție SecurIT Force și producătorul de ascensoare IFMA.
Cifra de afaceri Țiriac Auto în 2007: 900 milioane euro
Cifra de afaceri Țiriac Leasing în 2007: 225 milioane euro